# 루돌프 클라인로게
루돌프 클라인로게(독일어: Rudolf Klein-Rogge, 1885년 11월 24일 ~ 1955년 5월 29일)는 독일의 배우이다.
쾰른에서 태어났다.

## 영화
- 마부제 박사 3 (1933년)
- 마부제 박사 2 - 마부제 박사의 유언 (1932년)
- 스파이 (1928년)
- 메트로폴리스 (1927년)
- 니벨룽의 노래 (1924년)
- 마부제 박사 (1922년)